# كريستيان ناصيف
كريستيان ناصيف هو سباح وسط أفريقي، ولد في 1994 في بانغي في جمهورية أفريقيا الوسطى.

## وصلات خارجية
- كريستيان ناصيف على موقع الاتحاد الدولي للسباحة (الإنجليزية)
- كريستيان ناصيف على موقع أوليمبيديا (الإنجليزية)